# 27846 Honegger
27846 Honegger è un asteroide della fascia principale. Scoperto nel 1994, presenta un'orbita caratterizzata da un semiasse maggiore pari a 2,3473376 au e da un'eccentricità di 0,2152507, inclinata di 2,81841° rispetto all'eclittica.
L'asteroide è dedicato al compositore svizzero Arthur Honegger.